# Фахсафлоуі
Фахсафлоуі (ісл. Faxaflói) — затока на південному заході Ісландії, розташована між півостровами Снайфедльснес та Рейк'янес.

## Назва
Назва «Фахсафлоуі» означає «затока Факсі» або «затока Факса». Факса (ісл. Faxa) — форма родового відмінку імені Факсі (ісл. Faxi), яке один із перших людей, які прибули сюди з Норвегії.

## Географія
Ширина затоки біля входу складає близько 90 км, глибина більшої частини затоки — 34–37 км, дно піщане.
На південно-східному березі затоки, в межах фйорду під назвою Кодла-фйорд (ісл. Kollafjörður), розташована столиця країни — місто Рейк'явік. З Рейк'явіка можна побачити півострів Акранес, розташований на північно-східному узбережжі затоки, та навіть гору Снайфетльсйокутль, розташовану на відстані близько 120 км. 
Затока Фахсафлоуі має низку островів, які розташовані відносно близько до суші: Акюрей, Відей, Гйорсей, Гоульмар, Ґроухта, Енґей, Люндей та Терей.
Також вздовж східного узбережжя затоки розташовані такі фйорди, як Борґар-фйорд та Гваль-фйорд.

## Історія
Затока Фахсафлоуі завжди була джерелом живлення для людей, що жили на її узбережжі. Раніше рибалки ловили рибу на малих човнах неподалік берега; зараз риболовні судна набагато більші, але для вилову риби вони мають виходити далі в море. Окрім цього, затока Фахсафлоуі у наш час є популярним місцем для спостережень за китами.
На північ від Рейк'явіка у Кодла-фйорді знаходиться острів Відей. Зараз він безлюдний починаючи з 1943 року, але було доведено, що поселення на ньому існувало вже з Х століття. Острів та залишки поселення на ньому можна відвідати за допомогою порома, що курсує з порту Рейк'явіка.